# 근전설 원순 근고모음
근전설 원순 근고모음(近前舌 圓脣 近高母音) 또는 근전설 원순 근폐모음(近前舌 圓脣 近閉母音)은 홀소리의 하나이다. 국제 음성 기호로는 작은 대문자 Y를 쓴다.
- 이 홀소리는 혀의 위치를 전설모음에 가깝게 해서 발음하는 근전설모음이다.
- 이 홀소리는 입술을 둥글게 해서 발음하는 원순모음이다.
- 이 홀소리는 혀의 위치를 고모음에 가깝게 해서 발음하는 근고모음이다.

### 예
| 언어             | 철자 | 발음      | 뜻         | 비고                                     |
| 표준 덴마크어    | købe | [ˈkʰø̝ːpə] | (…을) 사다 | [øː]로도 기술됨.                         |
| 표준 네덜란드어  | nu   | [nʏ˕]     | 지금       | [y]로도 기술됨. 북부에서는 [ʉ]로 나타남. |
| 표준 독일어      | lune | [lʏn]     | 달[月]     |                                          |
| 다문화 런던 영어 | food | [fʏːd]    | 음식       |                                          |